# Шабанаджович, Рефик
Ре́фик Шабана́джович (босн. Refik Šabanadžović; 2 августа 1965, Тузи, около Подгорицы, СФРЮ) — югославский и боснийский футболист, выступавший на позиции защитника.

## Карьера

### Клубная
Футбольную карьеру Шабанаджович начинал в черногорском клубе «Дечич». Вскоре на игрока обратили внимание скауты ОФК Титоград и заключили контракт. Перед началом сезона 1983/84 Шабанаджович перешёл в «Железничар», в составе которого стал одним из лучших югославских защитников под руководством Ивицы Осима. Вместе с Шабанаджовичем «Железничар» провёл свой лучший еврокубковый сезон, дойдя до полуфиналу Кубка УЕФА в сезоне 1984/85.
Проведя четыре сезона за боснийский клуб, Шабанаджович перешёл в «Црвену Звезду». Вместе с ней трижды выиграл национальный чемпионат и стал обладателем Кубка Югославии, но наилучшим достижением во всей карьере футболиста стала победа в Кубке европейских чемпионов 1990/91.
В 1991 году Шабанаджович подписал контракт с клубом Греческой Суперлиги АЕК. За АЕК играл под руководством Душана Баевича и выиграл три чемпионата Греции подряд (с 1992 по 1994). В 1996 году перешёл в «Олимпиакос» и играл там под тем же руководством до 1997.
Зимой 1998 года Шабанаджович, следуя примеру своего друга словенца Преки Радосавлевича, подписал контракт с клубом MLS «Канзас-Сити Уизардс», где отыграл два последних сезона в своей карьере. Там он и объявил о завершении карьеры игрока.

### В сборной
Дебютировал 29 октября 1986 в отборочном турнире Евро-1988 против сборной Турции (победа югославов 4:0). Сыграл на Олимпиаде в Сеуле и на чемпионате мира в Италии. На ЧМ-1990 провёл четыре матча: групповые против Колумбии (1:0) и ОАЭ (4:1), матч 1/8 финала против Испании (2:1) и матч 1/4 финала против действовавшего чемпиона Аргентины (0:0, победа 2:3 Аргентины в серии пенальти). Всего провёл 8 игр.
В матче 1/4 финала с «альбиселестой» был удалён с поля уже на 31-й минуте, получив две жёлтые карточки. Оба нарушения заработал, сбив несколько раз Диего Марадону.

## Личная жизнь
Живёт в Сараево. Жена Зерина, четверо детей.

## Интересные факты
- 18 ноября 1988 в игре за «Црвену Звезду» против «Железничара» Рефик столкнулся с игроком противника Слишковичем. Столкновение было настолько серьёзным, что Шабанаджович впал в кому на три дня. Он полностью восстановился и вернулся в состав команды на следующий год.
- В матче 1/4 финала чемпионата мира 1990 с Аргентиной Рефик был удалён с поля уже на 31-й минуте, получив две жёлтые карточки. Все нарушения он заработал, сбивая Диего Марадону.